# Mediapotamon
Mediapotamon is een geslacht van kreeftachtigen uit de klasse van de Malacostraca (hogere kreeftachtigen).

## Soorten
- Mediapotamon angustipedum (Dai & Song, 1982)
- Mediapotamon leishanense (Dai, 1995)